# L'Erma di Bretschneider
L'Erma di Bretschneider è una casa editrice italiana con sede a Roma, specializzata in pubblicazioni di storia, archeologia, storia dell'arte e storia del diritto.

## Storia

### Ermanno Loescher & Co.
La casa editrice fu fondata a Roma, il 1º giugno 1896, da Max Bretschneider che, in società con Walter Regenberg, rilevò la proprietà della libreria editrice di Ermanno Loescher, morto a Torino nel 1892. Dall'operazione nacque la casa editrice Ermanno Loescher & Co.
La direzione di Max Bretschneider preserva le caratteristiche editoriali, l'impronta e lo spirito impressi da Loescher. In un'epoca segnata da un risveglio di interesse per l'età classica e l'esplorazione archeologica nonché dall'avvio di importanti opere di scavo, Loescher aveva infatti indirizzato la sua attività alla stampa di manuali sull'antichità greco-romana, alcuni dei quali erano entrati nell'uso scolastico, sia in Italia che all'estero.
A questo primo indirizzo, Loescher aveva aggiunto la traduzione in italiano di opere provenienti dal mondo scientifico in lingua tedesca e, dal 1876, l'avvio di oltre cento cataloghi antiquari, ricchi soprattutto di titoli scientifici.
I meriti editoriali gli avevano guadagnato varie decorazioni del Regno d'Italia e anche l'elezione della sua ditta, per decisione di Margherita di Savoia, a fornitrice abituale della Casa reale («Libreria della Real Casa»).
Nel 1928 Max Bretschneider trasferì libreria, casa editrice e abitazione nella sede romana di via Cassiodoro 19. L'attività subì un rallentamento con lo scoppio della seconda guerra mondiale e si interruppe completamente nel 1944, nella travagliata temperie degli ultimi anni della guerra, anche a causa dei problemi che derivavano dall'origine tedesca dei Bretschneider e dai legami coltivati con la Germania.

### «L'Erma» di Bretschneider
L'attività riprese l'11 settembre 1945, quando Max Bretschneider aveva raggiunto l'età di 73 anni. La ripartenza coincise anche con il cambio della ragione sociale, che divenne «L'Erma» di Bretschneider, in cui le virgolette fanno parte del marchio. La parola "l'Erma" aveva un doppio significato: come acronimo, stava per «Libreria Editrice Romana Monumenti e Arte»; mentre d'altro canto faceva riferimento all'erma che campeggiava nella sede di via Cassiodoro 19, simbolo del mondo classico verso la cui conoscenza indirizzava le proprie scelte l'editore.
Questi anni, che sono anche gli ultimi della vita di Max Bretschneider, segnano l'ingresso in società dei sei figli del fondatore.
Max Bretschneider muore a Roma il 28 dicembre 1950 ed è sepolto a pochi metri dalla Basilica di San Pietro, nel piccolo Cimitero Teutonico, della cui confraternita faceva parte dal 1929.
Gli anni successivi sono segnati dagli avvicendamenti societari tra i fratelli: nel 1959 le quote sono interamente rilevate da due dei figli, Giorgio ed Erminia, con quest'ultima che ne rileverà interamente la proprietà nel 1973. Dall'anno dopo, il 1974, la gestione della casa editrice fa capo a una nuova società, in cui entrano a far parte Erminia Bretschneider e i figli Roberto, Francesco e Maria Silvia Marcucci.
Alla morte di Erminia Bretschneider, avvenuta nel 1994, presidenza e direzione della casa editrice sono passate ai figli. Nel 2003, Roberto Marcucci ha rilevato tutte le quote dei fratelli, assumendosi la direzione dell'azienda insieme a sua moglie, Elena Montani.

## Linee editoriali
Il catalogo dell'Erma di Bretschneider comprende oltre duemila titoli, in varie lingue (italiano, francese, inglese, tedesco e spagnolo), pubblicati in ottantaquattro collane, negli ambiti specialistici a cui la casa restringe la sua attività. La produzione libraria si attesta su circa 70 nuovi titoli all'anno. La casa editrice cura inoltre la redazione del Bollettino Novità un periodico di informazione bibliografica sulle novità editoriali dell'archeologia, da quella preistorica a quella medievale.

### Riviste scientifiche
La casa editrice ha in catalogo diverse riviste destinate alla pubblicazione dei rendiconti degli scavi effettuati da alcune missioni archeologiche.
- Bullettino della Commissione Archeologica Comunale di Roma. Nacque nel 1872, dopo l'Unità d'Italia, per la pubblicazione degli scavi che si svolgevano nella capitale. Edita per alcuni anni dalla «Ermanno Loescher & Co» di Bretschneider e Regenberg, passò poi per vari editori, cambiando più volte denominazione, fino a quella attuale, assunta nel 1943. L'affidamento all'«Erma» della pubblicazione fu decisa nel 1968, dal comune di Roma, che per qualche tempo l'aveva curata in proprio.
- Annuario della Scuola Archeologica di Atene e delle Missioni Italiane in Oriente (N.S. 36-37, 1974-75, 78) è una rivista per la pubblicazione delle notizie scientifiche provenienti dagli scavi svolti dalle missioni archeologiche italiane in Grecia e in Oriente. Fu affidata a «L'Erma» nel 1978, per iniziativa di Doro Levi, direttore dalla Scuola archeologica italiana di Atene.
- Quaderni di Archeologia della Libya e Monografie di Archeologia libica e, per un certo periodo, Libya Antiqua. Le riviste sono destinate alla pubblicazione dei risultati di scavo delle missioni italiane in Libia.
- Archeologia Classica, pubblicata dal 1972.
- Documenti e ricerche d'arte alessandrina.
- Corpus Vasorum Antiquorum, dedicata alle collezioni della ceramica greca custodite nei musei italiani e russi.
- Corpus Speculorum Etruscorum, dedicata alle collezioni in Italia, Città del Vaticano, Belgio, Francia, Ungheria, Cecoslovacchia e Polonia.

### Studi pompeiani
Dagli anni '80 «L'Erma» è editore scientifico di opere e resoconti sugli scavi archeologici di Pompei, con la pubblicazione  delle collane Monografie, Studi della Soprintendenza Archeologica di Pompei, Rivista di Studi Pompeiani. A queste pubblicazioni specialistiche si aggiungono quelle di altre monografie e cataloghi di mostre e i titoli raccolti nella linea divulgativa delle Guide Tematiche di Pompei.

### StudiaeIncunabula mentis
La casa editrice cura la pubblicazione delle collane Studia Historica, Studia Juridica, Studia  Philologica, dedicate alla cultura del mondo antico.
Tali collane ospitano le ristampe di studi dell'Ottocento e di inizio Novecento di difficile reperimento. Tra gli studi pubblicati vi sono: Campanien di Karl Julius Beloch, edito nel 1890 e ristampato nel 1964; Luigi Ceci, Le etimologie dei giureconsulti romani [1892], ristampato nel 1966; Gennaro Perrotta, Sofocle [1925] (rist. 1963).
Con lo stesso scopo un'altra collana editoriale avviata nel 2011: Incunabula mentis. Testi chiave per una formazione di giurista, dedicata alla ristampa di testi fondamentali sul diritto antico.  La ristampa che ha inaugurato la collana è un volume classico di Franco Casavola, Giuristi adrianei 1980 [2011].

### Cataloghi e guide di musei e mostre
La casa editrice si occupa anche della pubblicazione di cataloghi di mostre archeologiche e di guide di musei e siti archeologici: come i Musei Vaticani il Metropolitan Museum di New York, il Museo Puskin di Mosca, l'École Française de Rome, l'Accademia di Danimarca o la Pontificia accademia romana di archeologia.
La casa editrice è inoltre impegnata in progetti per la comunicazione multimediale di informazioni, notizie e studi in musei e siti archeologici.

### Manualistica universitaria e divulgazione
L'offerta della casa editrice cura anche manuali universitari in materia di archeologia e storia del diritto romano. Cura inoltre pubblicazioni divulgative destinate all'infanzia.

### Premi
L'attività editoriale e culturale dell'Erma di Bretschneider ha ricevuto il Premio della Cultura assegnatogli dalla Presidenza del Consiglio dei ministri negli anni 1985, 1988, 1990 e 1997.
Nel 1992, il Ministero per i beni culturali e ambientali ha conferito il «Premio per l'esportazione del libro italiano», per il volume di esportazione di libri all'estero, in considerazione del primo posto tra gli editori scientifici e del decimo posto in assoluto tra gli editori italiani.

## I premi «L'Erma»

### Il Premio «L'Erma» per l'Archeologia
Nel 1978, al fine di incentivare e sostenere gli studi nel settore archeologico, Roberto Marcucci, direttore editoriale de «L'Erma», ha istituito il Premio «L'Erma», un concorso in onore di Max Bretschneider. Il premio si rivolge a opere scientifiche inedite nel campo dell'archeologia classica, medievale e orientale, nonché nell'ambito della ricerca preistorica. Le opere proposte possono essere in lingua italiana, tedesca, inglese, francese o spagnola. La partecipazione è libera e gratuita e ogni autore può presentarsi con uno o più titoli. I lavori sono sottoposti al verdetto di una giuria composta da specialisti universitari nelle materie indicate, italiani e stranieri. L'opera prescelta viene gratuitamente pubblicata in volume da «L'Erma» e inserita nel proprio catalogo, mentre il suo autore riceve una somma in denaro. In questo modo, l'iniziativa va incontro alla difficoltà a cui vanno incontro giovani ricercatori nel vedere pubblicati i risultati dei propri studi.

### Premio«L'Erma» per l'Arte
Nel 2005 ha preso avvio una seconda iniziativa, il Premio «L'Erma» per l'Arte, con cadenza annuale, dedicato alla storia dell'arte: le opere prescelte sono premiate con la pubblicazione nella prestigiosa collana L'ErmArte, appositamente creata allo scopo.